# Валя-Сяке (Васлуй)
Валя-Сяке (рум. Valea Seacă) — село у повіті Васлуй в Румунії. Входить до складу комуни Тетерень.
Село розташоване на відстані 295 км на північний схід від Бухареста, 22 км на північний схід від Васлуя, 53 км на південний схід від Ясс, 147 км на північ від Галаца.

## Населення
За даними перепису населення 2002 року у селі проживали 52 особи, усі — румуни. Усі жителі села рідною мовою назвали румунську.